# Francis Field
Francis Field – stadion Washington University in St. Louis wybudowany w 1902, obecnie wykorzystywany jako tor lekkoatletyczny oraz obiekt piłkarski. Znajduje się w Saint Louis na skraju kampusu uczelni Danforth. Został zbudowany na wystawę światową w 1904, był również używany jako główny stadion na Letnich Igrzyskach Olimpijskich 1904. Stadion miał 19 000 miejsc siedzących, ale w 1984 podczas remontu stadionu zmniejszono liczbę miejsc do 4000. Jest to jeden z najstarszych wciąż używanych obiektów sportowych na zachód od rzeki Missisipi. Francis Field jest wpisany na listę amerykańskich zabytków.

## Historia

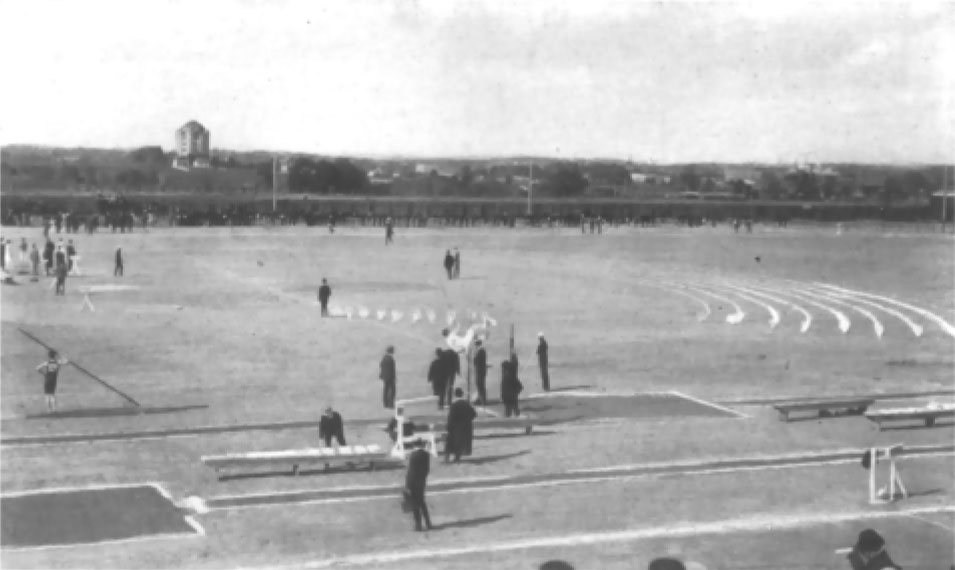
Francis Field podczas Letnich Igrzysk Olimpijskich 1904

Letnie Igrzyska Olimpijskie 1904 (pierwsze na półkuli zachodniej) zostały przyznane Saint Louis, w wyniku starań Davida R. Francisa (stadion nazwany na jego cześć). Trybuny Francis Field stanowią jedną z pierwszych zastosowań technologii żelbetowej. Podczas igrzysk rozgrywano na stadionie zawody następujących dyscyplin: łucznictwo, lekkoatletyka, kolarstwo, piłka nożna, gimnastyka, lacrosse, roque, przeciąganie liny, podnoszenie ciężarów oraz zapasy. Na otaczających stadion gruntach rozgrywano również zawody tenisowe.
Po igrzyskach, Francis Field został domowym stadionem uczelnianego zespołu Bears. Niedźwiedzie grają teraz w NCAA w III Dywizji.
W lipcu 1994, obiekt służył jako centralny ośrodek na Festiwalu Olimpijskim USA. 3000 sportowców przebywało wówczas na terenie kampusu, uczestnicząc w największej w kraju amatorskiej imprezie sportowej.
W lecie 2004 naturalną trawę zastąpiono sztuczną murawą.

## Ważniejsze wydarzenia

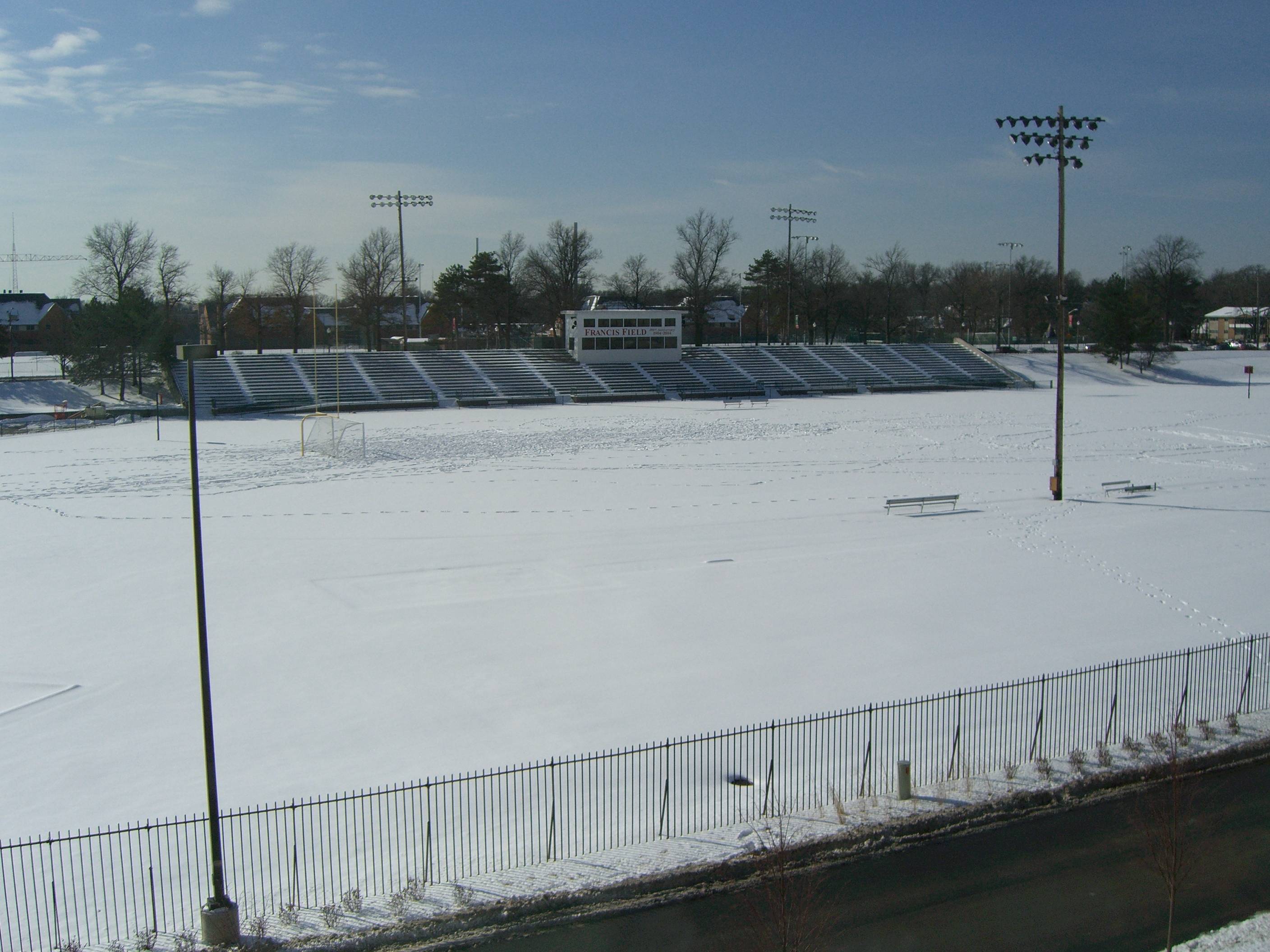
Francis Field w 2009

Stadion jest corocznym gospodarzem zjazdu American Cancer Society – amerykańskiej organizacji zwalczającej raka.
Francis Field był miejscem trzech amerykańskich debat prezydenckich w 1992, 2000 i 2004 oraz wiceprezydenckiej debaty w 2008.
W czasie sztafet ze zniczem olimpijskim 1984 i 1996, znicz olimpijski „przeszedł” przez Francis Field w drodze do miejsca igrzysk olimpijskich.
Stadion był używany przez klub piłki nożnej St. Louis Stars w latach 1969–1970 i ponownie w latach 1975–1977, zanim w 1978 klub przeniósł się do Anaheim, w Kalifornii i zmienił nazwę na California Surf.